# 勃肯

勃肯鞋標誌

勃肯是一個德國的鞋類製造商，主要生產涼鞋和其他種休閒鞋，顯著的特色在於合腳的軟木和橡膠材質鞋底，最具有代表性的產品包含有兩條帶子的涼鞋（the Arizona和the Boston clog）。其公司所生產的鞋子統稱為「勃肯鞋」，穿著時可依室外溫度選擇要不要穿襪子。

## 歷史
勃肯品牌的創立可追溯至一德國人Johann Adam Birkenstock。1774年，勃肯在當地教堂註冊為鞋類製造商。1897年，Johann的孫子Konrad Birkenstock發展了可量產的第一個合腳的鞋墊，接著1902年發明了可工業製造的第一個有彈性的表面隆起的鞋墊。1964年，Karl Birkenstock將過往的這些技術融合做成一雙鞋，也就是現今勃肯涼鞋的來源。
從1980年代起，勃肯鞋受到醫療專業人員（如牙醫和護士等）和其他需要長時間走動的工作人員的青睞，變得越來越流行。在德國，涼鞋經常是用來當作室內拖鞋，但在美國，涼鞋卻是藍領階級工人至娛樂界人士的每日穿著打扮之一。德國名模海蒂·克隆就曾替勃肯設計鞋子，也是勃肯鞋的愛用者。
勃肯同時也販售一些其他品牌的鞋類，但一樣以合腳舒適為訴求，這些品牌包括：Betula、Tatami、Papillio、Birki's和Footprints。
2018年，不時與時裝品牌合作推出聯乘款式的Birkenstock，首次與Rick Owens合作推出富有哥德式風格的涼鞋，主要以灰色牛毛為主。
2018年，Birkenstock曾公開表示過往曾拒絕與Vetements及supreme作聯乘合作，表示對自己公司來說沒有好處！

## 護膚系列
2018年，品牌宣佈推出護理產品。而最特別之處是部分護膚產品中用到栓皮櫟樹提取物，而它正是品牌推出的涼鞋底部的主要材料。

## 外部連結
- 全球官方網站 （页面存档备份，存于）
- 美國官方網站 （页面存档备份，存于）
- 台灣官方網站 （页面存档备份，存于）